# Nicola Sanders
Nicola Clare Sanders (High Wycombe, 23 juni 1982) is een voormalige Britse atlete, die was gespecialiseerd in de sprint en het hordelopen. Zij nam eenmaal deel aan de Olympische Spelen. Daarnaast behaalde zij vooral ook successen als lid van de Britse 4 x 400 m estafetteploeg, waaronder een wereldindoortitel.

## Biografie

### Successen als junior
Reeds als junior behaalde Sanders successen. In 1999 won ze op de 400 m horden een bronzen medaille op de Europese kampioenschappen voor junioren. Op de wereldkampioenschappen voor junioren U20 in dat jaar werd ze vierde. In 2000 won ze de titel op de Gemenebestspelen voor junioren en werd vijfde op de WK U20.

### DQ en brons op WK
In 2005 werd Sanders AAA-kampioene op de 400 m horden. Op de wereldkampioenschappen in Helsinki werd ze in de halve finale van de 400 m horden gediskwalificeerd. Ze was ook lid van de Britse 4 x 400 m estafetteploeg. Met haar teamgenotes Lee McConnell, Donna Fraser en Christine Ohuruogu won ze in 3.24,44 een bronzen medaille achter Rusland en Jamaica.
In maart 2006 werd Nicola Sanders in 55,32 s vierde op de 400 m horden tijdens de Gemenebestspelen in Melbourne. Het Engelse estafetteteam werd gediskwalificeerd, nadat het als eerste over de finish was gekomen. Op de 400 m won ze de AAA-titel en behaalde ze later op de Europese kampioenschappen in Göteborg een zesde plaats in 50,87. Met het Britse estafetteteam werd ze vierde.

### 2007: medailles op EK indoor en WK
Haar eerste grote succes beleefde Sanders op de Europese indoorkampioenschappen van 2007 in Birmingham. Met 50,02 won ze het goud op de 400 m en liep de vijfde snelste indoortijd ooit. Met het Britse estafetteteam won ze brons.
In de halve finale op de WK in Osaka verbeterde Nicola Sanders haar persoonlijk record op de 400 m naar 49,77. In de finale scherpte ze dit aan tot 49,65 en won hiermee het zilver achter Christine Ohuruogu. Als klap op de vuurpijl snelde zij daarna op de 4 x 400 m estafette, samen met Marilyn Okoro, Lee McConnell en Christine Ohuruogu, ook nog eens naar de bronzen medaille in de nationale recordtijd van 3.20,04.

### Estafettebrons op Spelen en WK na DQ andere ploegen
Op de Olympische Spelen van 2008 in Peking nam Sanders deel aan de 400 m en de 4 x 400 m estafette. Op het individuele onderdeel sneuvelde ze in de halve finale met een tijd van 50,71, terwijl ze op de estafette de finale wel haalde; hier werd zij met haar teamgenotes Christine Ohuruogu, Kelly Sotherton en Marilyn Okoro vijfde in 3.22,68. In 2017 werden twee landen gediskwalificeerd vanwege dopinggebruik. Om die reden ontving de Britse ploeg de bronzen medaille.
Een jaar later slaagde Sanders er op de WK in Berlijn opnieuw niet in om op de 400 m verder te komen dan een vierde plaats in haar halve finale. Op de 4 x 400 m estafette lukte dat echter opnieuw wel. Samen met Lee McConnell, Christine Ohuruogu en Vicki Barr viel het Britse viertal met 3.25,16 net buiten de medailles achter de Verenigde Staten, Jamaica en Rusland. Ook ditmaal speelde echter een diskwalificatie het Britse viertal jaren later in de kaart. Het Russische kwartet werd, nadat een dopingovertreding was geconstateerd bij Anastasia Kapatsjinskaja, een van de Russische vier in 2009, in 2016 alsnog gediskwalificeerd, waardoor de Britse ploeg, net als het jaar ervoor op de Spelen in Peking, een tweede bronzen medaille in de schoot geworpen kreeg.

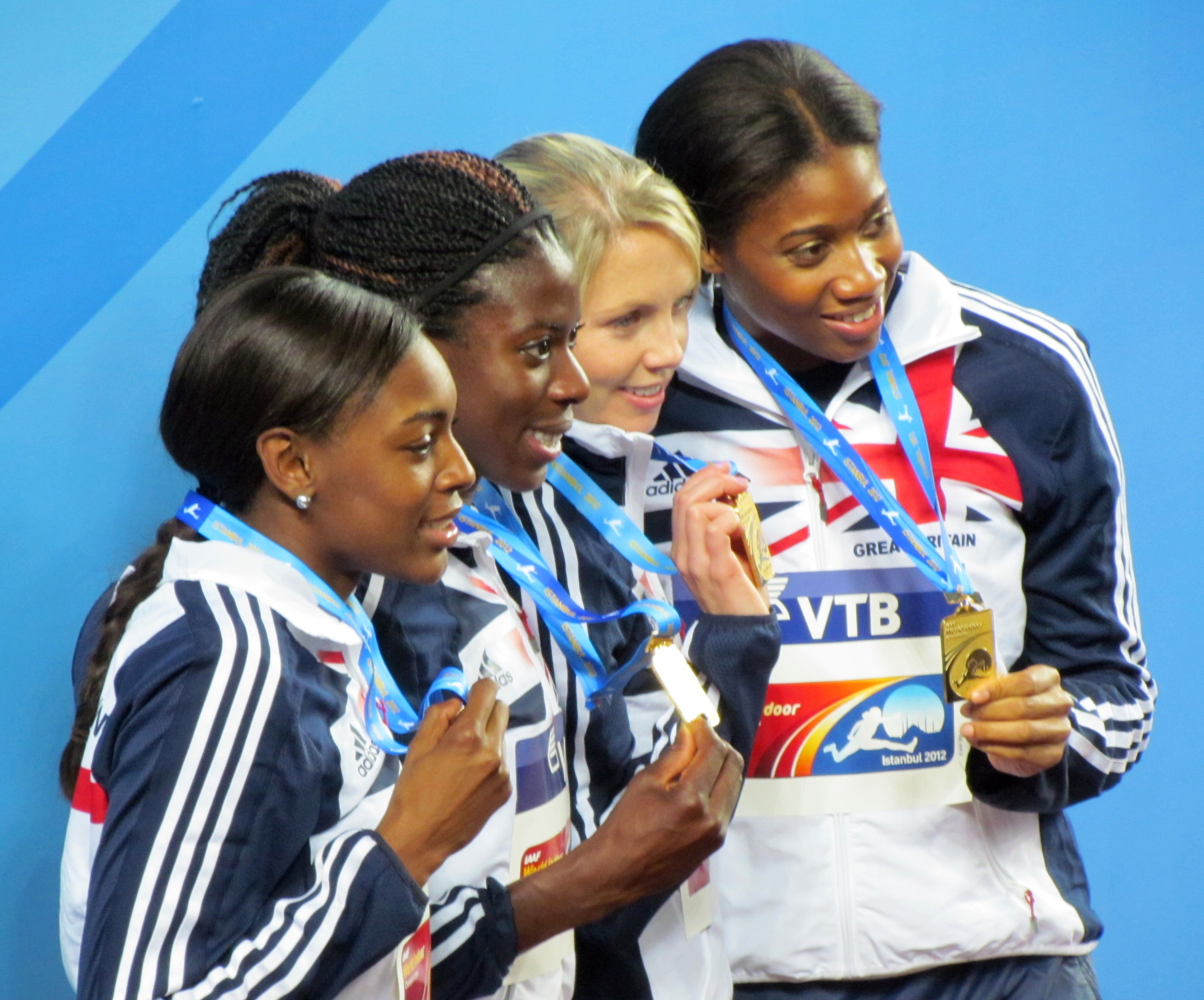
Goud op de WK indoor in 2012. V.l.n.r. Perri Shakes-Drayton, Christine Ohuruogu, Nicola Sanders en Shana Cox.

### Goud op WK indoor in 2012
Ook in de jaren die volgden 'profiteerden' Sanders en haar ploeggenoten van de misstap van de Russische Kapatsjinskaja. De aanvankelijke bronzen plak op de 4 x 400 m estafette van Sanders met haar ploeggenotes Marilyn Okoro, Lee McConnell en Perri Shakes-Drayton tijdens de EK in Barcelona in 2010 werd later omgezet in een zilveren na diskwalificatie van de Russische winnaressen, terwijl de vierde plaats van Perri Shakes-Drayton, Nicola Sanders, Christine Ohuruogu en Lee McConnell op de WK in 2011 jaren later om dezelfde reden alsnog brons opleverde.
In 2012 kwam tijdens de WK indoor de overwinning op de 4 x 400 m estafette echter tot stand in een rechtstreeks duel, zonder diskwalificaties. In 3.28,76, op dat moment de snelste tijd van het jaar, waren Shana Cox, Nicola Sanders, Christine Ohuruogu en Perri Shakes-Drayton iedereen te snel af. Het was het tweede hoogtepunt in de carrière van Sanders. Later dat jaar, op de EK bleef het podium voor de Britse vier, waarin Lee McConnell en Eilidh Child de plaatsen hadden ingenomen van Christine Ohuruogu en Perri Shakes-Drayton, net buiten bereik. Het Britse team werd in Istanboel vierde.

### Einde atletiekloopbaan
Aan het eind van 2014 kondigde Sanders haar afscheid aan van de atletiek. Hardnekkige blessures hadden haar hiertoe gedwongen.

## Titels
- Wereldindoorkampioene 4 x 400 m - 2012
- Europees indoorkampioene 400 m - 2007
- Brits kampioene 400 m - 2006, 2007
- Brits kampioene 400 m horden - 2005
- Brits indoorkampioene 400 m - 2006, 2007
- Gemenebestjeugdkampioene 400 m horden - 2000

## Persoonlijke records
Outdoor
| Onderdeel    | Prestatie          | Datum            | Plaats    |
| ------------ | ------------------ | ---------------- | --------- |
| 100 m        | 12,15 s (+1,4 m/s) | 15 augustus 1998 | Sheffield |
| 200 m        | 23,89 s (+0,1 m/s) | 6 juni 2009      | Genève    |
| 300 m        | 36,64 s            | 3 juni 2007      | Glasgow   |
| 400 m        | 49,65 s            | 29 augustus 2007 | Osaka     |
| 800 m        | 2.03,41            | 18 april 2009    | Walnut    |
| 400 m horden | 55,32 s            | 23 maart 2006    | Melbourne |

Indoor
| Onderdeel | Prestatie    | Datum           | Plaats     |
| --------- | ------------ | --------------- | ---------- |
| 60 m      | 7,92 s       | 16 januari 1999 | Bedford    |
| 200 m     | 25,17 s      | 10 januari 1999 | Birmingham |
| 400 m     | 50,02 s (NR) | 3 maart 2007    | Birmingham |

## Palmares

### 400 m
Kampioenschappen
- 2006:  Europese beker - 51,92 s
- 2006:  Britse kamp. - 50,74 s
- 2006:  Britse indoorkamp. - 50,72 s
- 2006: 6e EK - 50,87 s
- 2007:  EK indoor - 50,02 s
- 2007:  Britse kamp. - 51,33 s
- 2007:  WK - 49,65 s
- 2008: 4e in ½ fin. OS - 50,71 s
- 2009: 4e in ½ fin. WK - 50,45 s
- 2010:  Britse kamp. - 52,70 s

Golden League-podiumplekken
- 2007:  Memorial Van Damme – 50,34 s
- 2007:  ISTAF – 50,70 s

### 400 m horden
- 1999: 4e WK U20
- 1999:  EK U20 - 59,21 s
- 2000: 5e WK U20
- 2000:  Gemenebestspelen (junioren) - 59,19 s
- 2003:  Britse universiteitskamp. - 58,99 s
- 2004:  Britse kamp. U23 - 59,08 s
- 2004:  Britse kamp. - 58,63 s
- 2005:  Britse kamp. - 55,61 s
- 2005: DQ in ½ fin. WK (in serie 56,83 s)
- 2006: 4e Gemenebestspelen - 55,32

### 4 x 400 m
- 2005:  WK - 3.24,44
- 2006: DQ Gemenebestspelen
- 2007:  EK indoor - 3.28,69
- 2007:  WK - 3.20,04 (NR)
- 2008:  OS - 3.22,88 (na DQ Rusland en Wit-Rusland)
- 2009:  WK - 3.25,16 (na DQ Rusland)
- 2010:  EK - 3.24,32 (na DQ Rusland)
- 2011:  WK - 3.23,63 (na DQ Rusland)
- 2012:  WK indoor - 3.28,76
- 2012: 4e EK - 3.26,20